# Palais Harrach (Freyung)

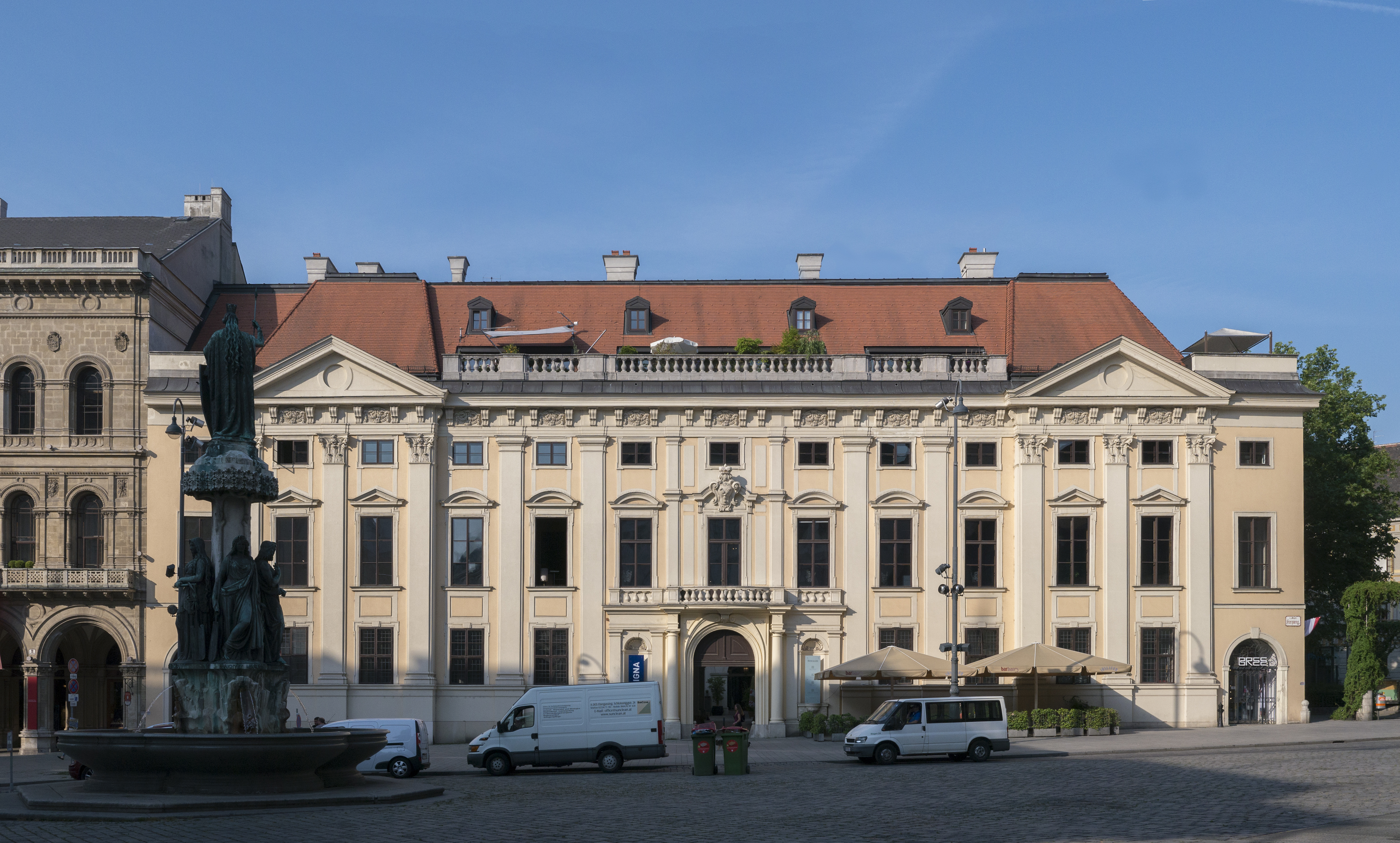
Palais Harrach an der Freyung

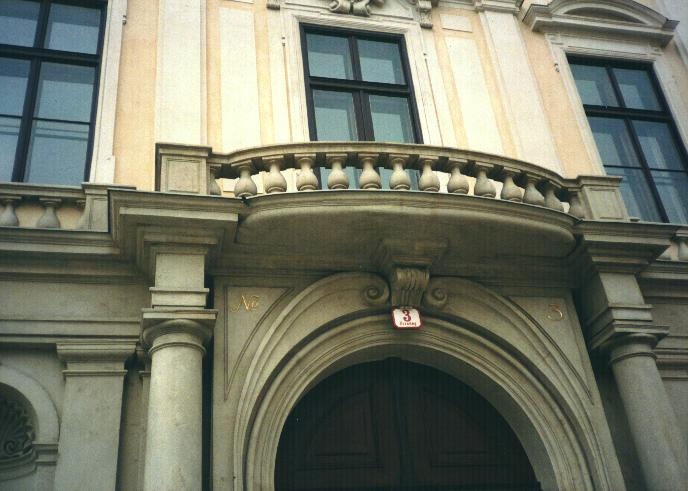
Palais Harrach, Detail des Portals

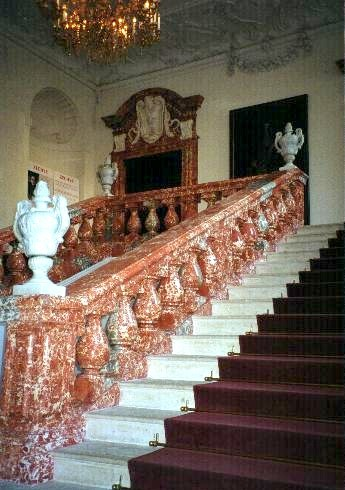
Palais Harrach, Stiege

Das Palais Harrach ist ein Wiener Stadtpalais an der Freyung im 1. Wiener Gemeindebezirk Innere Stadt.

## Geschichte
An der Stelle des heutigen Palais Harrach standen drei kleinere Häuser, die durch Jörg von Puchheim baulich verbunden wurden. Im Jahr 1626 kaufte diesen Bau Reichsgraf Karl von Harrach. Von den Harrachs wurde dieser Bau jedoch 1658 an die Familie Auersperg verkauft.
Da das alte Wohngebäude kurz vor der zweiten Türkenbelagerung im Jahre 1683 abbrannte, wurde es wieder verkauft. Die Ruine kaufte der Botschafter Ferdinand Bonaventura I. Graf von Harrach, sodass der Bauplatz wieder an den Besitz der Familie Harrach zurückfiel. Um 1690 wurde im Auftrage des Grafen Ferdinand Bonaventura Harrach ein neuer Palast errichtet.
Es kam zu einer Abkehr von den bisher üblichen Bautraditionen und einer Neuorientierung an der Barockarchitektur Italiens. Die Planungen stammen vom Architekten Christian Alexander Oedtl († 1737). Auch der römische Architekt Domenico Martinelli (1650–1718) war an den Planungen beteiligt. Steinmetzaufträge ergingen an den Wiener Meister Veith Steinböck sowie Giovanni Battista Passerini und Sebastian Regondi aus Kaisersteinbruch. Der harte Kaiserstein wurde unter anderem für Portale, Säulen und die Feststiege verwendet. In den Ausgaben, das Gebäude auf der Freyung betreffend, ist mehrmals zu lesen: „… ist ein kaiserlicher Wagen in den Kaiser-Steinbruch um Stein zu der Gartentüre gefahren, dem Kutscher und Vorreiter, jedem 3 Mahlzeiten, – mehr auf 6 Pferd über eine Nacht um Heu, Stroh und Stallgeld …“
Graf Harrach beschrieb die Stiege in seinem Tagebuch als „weitter undt nit so gach (steil) im Vergleich mit der Anlage in den Tuilerien und (…) schöner und galanter (…) als die im Madrider Palais des Herzogs Infantado“.
Das Palais beherbergte im 19. Jahrhundert die Harrach’sche Gemäldesammlung. Im Jahre 1844 beauftragte Graf Franz Ernst Harrach den Wiener Architekten Franz Beer, die nötigen Umbauarbeiten vorzunehmen, um für seine umfangreiche Gemäldesammlung (etwa 1000 Gemälde) Platz zu schaffen. Das oberste Geschoß des Palais wurde erhöht und aus dem Mezzanin entstand ein Vollgeschoß. Dabei wurde auch die Fassade völlig neu gestaltet und auch die Innenräume wurden neu ausgestattet.
Das Palais wurde im Zweiten Weltkrieg 1944 durch einen Bombenangriff schwer beschädigt und in den Jahren 1948 bis 1952 wiederhergestellt.
Es diente von 1994 bis 2003 dem Kunsthistorischen Museum als Ort für laufende Sonderausstellungen, Lesungen, Vorträge und Konzerte.
Rechts vom Palais war der Garten, der im Lauf der Zeit immer mehr verkleinert wurde. Heute erinnert eine kleine Grünfläche daran. Bis zum Bombenangriff 1944 stand hier ein Gartenpavillon von Johann Lucas von Hildebrandt, der eine scharfe Grenze zwischen Freyung und Herrengasse bildete.
Das Palais Harrach gehörte zeitweise der Firma ÖRAG-Immobilien; heute ist es Eigentum einer 2015 von Karl Wlaschek hinterlassenen Stiftung.
Die Signa-Gruppe hatte bis zu ihrem Zusammenbruch Ende 2023 im Palais ein Büro.